# Нереальная история
«Нереа́льная исто́рия» — скетч-шоу, выходящее на телеканале СТС. Первый выпуск программы был показан 18 сентября 2011 года, последний — 2 августа 2013 года.

## Сезоны
1 сезонПоказ с 18 сентября по 20 ноября 2011 года. Включал в себя 20 выпусков.
2 сезонПоказ с 17 февраля по 21 апреля 2013 года. Включал в себя 20 выпусков.
3 сезонПоказ с 17 мая по 2 августа 2013 года. Включал в себя 20 выпусков.

## Описание
Концепция проекта возникла у канала СТС в 2010 году.
Съёмки проекта проходили в Белоруссии. По своему формату представляет собой скетч-шоу с постоянными персонажами и сюжетными линиями. В каждом выпуске по 5 скетчей (со 2 сезона — по 4 или 3 скетча). Если в 1 сезоне все сюжеты были связаны только с российской историей, то со 2 сезона в «Нереальной истории» есть скетчи и про героев других стран. Со 2 сезона также скетчком несколько изменил свой формат:

«На мой взгляд, в прошлом [первом] сезоне „Нереальной истории“ недостаточно чётко был определён жанр. Это не скетчи, а, скорее, набор короткометражных фильмов от 4 до 8 минут».— режиссёр Антон Федотов
В первом сезоне музыкальным оформлением занималась группа «4'33» вместе с Алексеем Айги. Композитор и исполнитель заглавной песни — Александр Лушин. Со 2 сезона все сюжеты связаны музыкальным сопровождением группы «Дух времени» во главе с Александром Пушным.
В основе проекта лежит юмористическое переосмысление исторических событий, за что нередко и критикуется телезрителями, по мнению которых, некоторые скетчи переходят грань дозволенного. Хотя именно этот провокационный элемент добавляет шоу привлекательности:

«Это просто свежий взгляд на историю. На соответствие исторической правде никто не претендует. И потом, мы далеко не всё знаем о прошлом. В XII или XIV веке вряд ли жили принципиально иные люди. В целом они были такими же, как мы».— актёр Дмитрий Брекоткин
В съёмках «Нереальной истории» приняли участие актёры из разных проектов: Дмитрий Брекоткин, Андрей Рожков, Дмитрий Соколов, Сергей Нетиевский, Вячеслав Мясников, Юлия Михалкова («Уральские пельмени»), Сергей Дорогов, Эдуард Радзюкевич («6 кадров»), Михаил Башкатов, Маруся Зыкова, Анжелика Каширина, Евгения Крегжде, Андрей Капустин, Аслан Бижоев («Даёшь молодёжь!»), Любовь Тихомирова («Молодожёны»), Александр Самойленко, Филипп Бледный, Ольга Волкова, Максим Коновалов («Папины дочки»), Ольга Тумайкина, Олег Комаров («Светофор»), Кристина Асмус («Интерны»), Владимир Зайцев, Александр Соколовский («Молодёжка»).

## Постоянные персонажи и сюжетные линии
Пещерные люди Ивановы (первобытное общество, Выхино, 40 000 лет до нашей эры)Сезон: 1
Пещерная семья, состоящая из мужа Фёдора Владимировича (Олег Комаров), жены Натальи (Ольга Тумайкина) и сына Максима (Аслан Бижоев), проживающая на Выхино, появляется в начале каждой серии 1 сезона. С каждой серии показывают «как Ивановы впервые...» что-то сделали или что-то с ними случилось, сами они не разговаривают, а только мычат и рычат, их просто озвучивают современными словами и терминами.
Всё приближено к современной жизни — родственник из Томска, динозавр-друг Колян (часто используется в качестве автомобиля), тёща-обезьяна Тамара Викторовна, «метла-черепушка» (компьютер). Кончается тем, что муж посадил березу и произнёс фразу «Я тебя люблю!», это стало первой русской репликой у первых Ивановых. Сюжетная линия является отсылкой к мультсериалу «Флинтстоуны» — об американской семье вымышленного каменного века, адаптировавшей реалии США 1950-х годов. 
Гаишники Пётр и Сидор (IX век)Сезон: 1
Пётр Иванович (Сергей Нетиевский) и Сидор (Сергей Габриэлян) сначала — ленивые бродяги, просящие милостыню у проезжающих мимо купцов. Потом они придумали брать плату за проезд — еду. Позднее присвоили себе участок дороги и назвали его «Дорога Петра и Сидора (ДПС)», в некоторых сериях — «Дайте Петру и Сидору». Также делали древнерусский «техосмотр». Даже сделали себе фуражки из подручных материалов. Один раз они остановили трёх купцов, но те тут же побили их и сказали, что Фёдора, Савелия и Богдана (ФСБ) больше не сметь трогать. В последней серии мимо них ехал княжеский рыцарь  на коне и приказал , раз уж такое дело, созывать «всех Петров и Сидоров» по всей стране. Они так и сделали, это стало началом организации «Дорожно-постовой службы».
Деревня Хитропоповка (1313 год)Сезон: 1, 2
Старосты деревни Хитропоповка, Степан (Дмитрий Брекоткин) и Лука Лукич (Дмитрий Соколов), постоянно обманывают сборщиков дани монгола Долбобея (Алексей Дмитриев) и татарина Идриса (Геннадий Венгеров), например, «навоз — это мягкая медь», «дань в кредит», «Ну раз Долбобей победил Идриса — монголы главнее татар. А дань мы по договору платим татаро-монголам (где татары главнее. Мы тебя, Долбобей, конечно, уважаем, но против хана не пойдём!)». Кончается тем, что хитропоповцы таки отдают дань, отчего у хана от радости случается инфаркт. Этим самым они свергли Хана.

По сути, истории про Хитропоповку напоминают приключения Астерикса и Обеликса — и там, и там маленькая деревня противостоит грозным захватчикам, нередко хитростью.
Робин и Мэриан Гуд (Англия, Шервудский лес, 1427 год)Сезоны: 2, 3
Если раньше Робин Гуд (Михаил Башкатов) вместе со своими товарищами Джоном (Алексей Дмитриев), Туком (Андрей Капустин), Уиллом (Владимир Кисаров) забирал деньги у богатых и отдавал бедным, то после женитьбы на Мэриан (Кристина Асмус) его жизнь круто меняется, и теперь он уже вынужден порой действовать не в интересах бедных, а в интересах своей супруги. Во втором сезоне у них родилась дочь Оливия, по поводу её воспитания у супругов идут споры.
Иван Грозный и его сын Иван (1579 (иногда 1580) год)Сезон: 1
Ивану Грозному (Евгений Герчаков) нет покоя от его сына-беспредельщика (Денис Ясик): тот то сыграет в «боулинг» — выстроит воинов в ряд и выстрелит в них из пушки, то проиграет царскую тройку лошадей в карты сыну крымского хана. У него постоянно есть при себе отговорка, например, «Бей меня, батя! Нет мне прощения!». И Иван Грозный постоянно верит ему и прощает его. Но в последней серии сын всё-таки погибает от того, что выпил яд, но лишь на пару секунд, он вновь как оказалось развёл отца, а художник запечатлел это на картине «Иван Грозный убивает своего сына».
Артём Добрый (1584 год)Сезон: 2 (начиная с 39. серии) и 3
После смерти царя Ивана Грозного все братья поубивали друг друга и на трон сел самый младший, которого царь спрятал в Сибири. Артём (Евгений Сморигин) панически боится крови и падает в обморок при любом её упоминании. Править государством Артёму трудно, но ему помогает верный помощник — боярин Феофан (Олег Комаров).
Урсула (Голландия, 1698 год)Сезон: 2, 3
Худощавая и стройная девушка (Маруся Зыкова) подвергается всяческим насмешкам со стороны «пышных красоток» той эпохи, да и мужчины считают её самой страшной (страшнее даже, чем маски на Хэллоуин) из всех. Имеет подругу Марту (Маргарита Волкова), которая, правда, постоянно использует Урсулу. Однажды становится не самой страшной девушкой, но на две минуты — из Амстердама приехала не менее стройная Герда. В середине 3 сезона в Урсулу влюбляется сам Пётр I (Питер), но наслушавшись историй от своей подруги о «коварных мужчинах», она отвергает его. Питер уезжает в Россию, навсегда, расстроенный в своих чувствах. 
Однако впоследствии Урсула признаётся, указом короля Вильгельма III, самой красивой женщиной Голландии.
Первые попытки реформ Петра Великого (изначально 1712, затем 1698 год)Сезон: 1
Царь Пётр I (Вячеслав Мясников) пытается ввести в жизнь «европейские новшества», а бояре (Дмитрий Прокофьев, Виктор Полторацкий, Борис Эстрин и др.), тем временем, продолжают руководствоваться традициями и не собираются противодействовать коррупции. Закончилось всё тем, что Пётр отрубил боярам бороды.
А. С. Пушкин и Натали Гончарова (1835 год)Сезон: 1
Пушкин (Михаил Башкатов) и его жена Натали Гончарова (Евгения Крегжде) очень часто устраивают роскошные балы и маскарады, а также принимают участие в аукционах. Натали постоянно пьяна и заставляет Пушкина вызывать на дуэль всех его друзей и знакомых, с которыми сама же и провоцирует ссоры. Кончается тем, что Пушкин встретил Анну Керн и посвятил ей стихотворение «Я помню чудное мгновение», что вызвало недовольство его жены и она сама вызывает на дуэль Анну Керн.
Барин-обманщик и крестьянин Кузьма (1869 год)Сезон: 1
Крепостное право уже давно отменили, но помещик Вольдемар Никитич Бельёвский (Александр Самойленко) не говорит об этом своим крестьянам, в том числе и Кузьме (Денис Ясик) и продолжает ими командовать. Когда пришёл проверяющий, следящий за соблюдением указа об отмене крепостного права, тот напоил его водкой. В последней серии барин рассказал об отмене крепостного права одному дровосеку, но тот ничего не расслышал, поскольку был глух.
Менделеев и раствор (1904 год)Сезон: 2, 3
Известный учёный (Эдуард Радзюкевич) после изобретения водки понял, насколько «растворъ коварен», теперь он пытается придумать противоядие, чтобы остановить эту бомбу замедленного действия, проводя все эксперименты с «раствором» на себе. А помогает ему в этом его помощница Варвара (Татьяна Рыбинец). В 26 серии идет отсылка к сюжету "Урсула", где на приглашенную для проведения эксперимента участницу мы смотрим теми глазами, которыми видели Урсулу современники. 
Павлик Морозов (1934 год)Сезон: 2, 3
После того, как Павлик Морозов (Анвар Халилулаев) заложил отца и родственников, он попытается завладеть квартирой своей бабушки (Ольга Волкова) в Москве. Но его бабушка Клавдия Сергеевна — ярая коммунистка, преданная идеалам партии и не так проста, как кажется, поэтому Павлик сам становится жертвой своих интриг.
Слесарь-разведчик Клубникин в ставке Гитлера (Вторая мировая война, 1944 год)Сезон: 1
Пьющий слесарь Василий Клубникин (Андрей Рожков) был заброшен в ставку Гитлера, чтобы «применить глупость против врагов, а не против своих». Задача Клубникина усложняется ещё и тем, что он не знает ни слова по-немецки, кроме слова «я». Тем не менее, Гитлер полностью ему доверяет. Клубникин носит «гитлеровские» усы, отчего делается похожим внешне на Гитлера. Также имеет в партии Гитлера кличку Отто.
Советские учёные (город Арзамас-16, 1952 год)Сезоны: 1—3
Советские учёные Всеволод Эмильевич (Дмитрий Брекоткин) и Константин Сергеевич (Андрей Рожков) в шарашке послевоенного времени изобретают современные нам вещи — например, формат 3D, IPad, мобильный телефон. Но их начальник майор Тищенко (Олег Комаров) не понимает их изобретений, постоянно находя в них преступный состав, и уничтожает их. При этом сам страдает от непонимания полковника.
Пионерка Лена Кукушкина (1980 год)Сезоны: 1
Кумир Лены (Анжелика Каширина) — Леонид Ильич Брежнев, она с нетерпением ждёт каждое его появление в новостных телепрограммах и даже влюблена в него, чем создаёт различные хлопоты своим родителям (Сергей Дорогов, Ольга Тумайкина). Родители недовольны влюблённостью своей дочери и пытаются оградить её, но в то же время не задеть её чувства. В последней серии отец отправляет Лену к бабушке в Хабаровский край, но именно туда же направлялся и Брежнев.
Отец и дочь (1982 год)Сезон: 2, 3
Юрий Андреевич Стрельцов (Владимир Зайцев) не принимает женихов единственной дочери Саши (Светлана Малюкова), так как благодаря своей профессии знает о них абсолютно всё. При этом, сам он засекречен, и даже его дочь не знает о его профессии. В конце третьего сезона у Саши завязываются отношения с подчинённым Стрельцова Золотарёвым (Александр Соколовский).
Лихие 90-е (1994 год)Сезон: 1
Неудачливые бандиты: Погремуха (Денис Ясик), Беляш (Алексей Дмитриев) и Череп (Максим Коновалов) пытаются доказать, что они «реальные пацаны» среди криминалитета Москвы, но всё время попадают впросак. Кончается тем, что, после неудачной попытки «самим себя крышевать», поступают в милицию.
Археологи-3013 (3013 год)Сезон: 3
Этот скетч рассказывает о прекрасном будущем России. Группа археологов: чета Малозёмовых Прохора Дмитриевича и Тамары Васильевны(Сергей Лунин и Любовь Тихомирова) и их робот Алёша (Филипп Бледный), исследуя современную нам эпоху, пытаются понять, для чего и как люди нашей эпохи использовали различные предметы быта и гаджеты.

Название истории и отчасти сюжет являются пародией на фильм «Назад в будущее» и мультсериал «Футурама».

## Рейтинги
В день премьеры, 18 сентября 2011 года, скетчком удачно стартовал: первые 2 выпуска по аудитории «Россия, все 6-54» взяли долю 14,9 %, рейтинг 3,9 %; а по аудитории «Россия, все 25-45» показатели ещё более впечатляющие — доля 18,5 %, рейтинг 5,1 %.